# Aoraki inerma
Espèce
Synonymes
- Rakaia inerma Forster, 1948

Aoraki inerma est une espèce d'opilions cyphophthalmes de la famille des Pettalidae.

## Distribution
Cette espèce est endémique de Nouvelle-Zélande. Elle se rencontre dans les régions de Manawatū-Whanganui et du Waikato.

## Description
Le mâle holotype mesure 2,35 mm et la femelle paratype 2,75 mm.

## Systématique et taxinomie
Cette espèce a été décrite sous le protonyme Rakaia inerma par Forster en 1948. Elle est placée dans le genre Aoraki par Boyer et Giribet en 2007.
Aoraki inerma stephenensis a été élevée au rang d'espèce par Giribet en 2020.

## Publication originale
- Forster, 1948 : « The sub-order Cyphophthalmi Simon in New Zealand. » Dominion Museum Records in Entomology, vol. 1, no 7, p. 79–119.